# Léonora Miano
Léonora Miano (Duala, Camerún el 12 de marzo de 1973) es una escritora camerunesa. Residente en Francia desde 1991. Su obra literaria gira en torno a dos temáticas principales ligadas a su propia experiencia: África subsahariana y afrodescendientes. Ha recibido los premios Goncourt Des Lycéens (2006), Seligmann contra el racismo (2012), y Fémina, entre otros.
En 1991 se instaló en Francia, 

## Biografía
Miano nació en 1973 en Douala, Camerún, donde pasó su infancia y adolescencia antes de partir a Francia en 1991 con el fin de empezar allí sus estudios universitarios. Inicialmente se instaló en Valenciennes y luego en Nanterre, para estudiar la literatura estadounidense.

## Trayectoria
La primera obra de Léonora Miano, L'intérieur de la nuit (El interior de la noche), tuvo una muy buena recepción de la crítica francófona. La novela ha recibido seis premios: Les lauriers verts de la forêt des livres, Révélation (2005), el Premio Louis Guilloux (2006), el Premio Montalembert du premier roman de femmes (2006),el Premio René Fallet (2006 ), el Premio Bernard Palissy (2006) y el Premio de l'excellence camerounaise (2007). La revista Lire lo ha calificado como mejor labor de debutante para 2005.
Su segunda novela, Contours du jour qui vient recibió en noviembre de 2006 el premio Goncourt des lycéens otorgado por un jurado de jóvenes estudiantes de 15 a 18 años.
En primavera de 2008, Léonora Miano publicó cinco novelas en la colección "Étonnants Classiques" del Grupo Flammarion. Están agrupados bajo el título Afropean et autres nouvelles.
En noviembre de 2013, logró el Premio Femina por La Saison de l'ombre que cuenta, en la línea de Du devoir de violence de Yambo Ouologuem, el comienzo de la trata de esclavos.
En 2018, Satoshi Miyagi organizó Revelation , la primera parte de la trilogía sobre la historia de la esclavitud Red in Blue publicada en 2011. Leonora Miano, especialista del hecho colonial, eligió un director cuya cultura (japonesa) estuviera lejos de la historia del colonialismo. Es un deseo de la escritora evitar la apropiación cultural de un occidental. El contraste entre la historia familiar para un público occidental y la distancia estética (disociación de la voz y el cuerpo heredado del teatro japonés) crea una sorpresa y va más allá de la confrontación entre África y Europa.

## Obra
- L'Intérieur de la nuit, Plon, 2005 ; Pocket, 2006 ISBN 2266162683
- Contours du jour qui vient, Plon, 2006 ISBN 2259203965 ; Pocket Jeunesse 2008 ; Pocket 2008 ISBN 2266176943
- Afropean Soul, Flammarion, 2008 ISBN 2081209594
- Tels des astres éteints, Plon, 2008 ISBN 225920628X
- Soulfood équatoriale , Robert Laffont, 2009 ISBN 978-2-84111-380-4
- Les Aubes écarlates, Plon, 2009 ISBN 978-2259210676
- Blues pour Elise, Plon, 2010 ISBN 978-2259212861
- Ces âmes chagrines, Plon, 2011 ISBN 978-2-259-21287-8
- Écrits pour la parole, L'Arche éditeur, 2012 ISBN 978-2-85181-773-0
- Habiter la frontière, L'Arche éditeur, 2012 ISBN 978-2-85181-786-0
- La Saison de l'ombre, Grasset, 2013 ISBN 978-2-246-80113-9 — Prix Femina 2013
- Crépuscule du tourment, Grasset, 2016 ISBN 978-2-246-85414-2
- L’impératif transgressif, L'Arche éditeur, 2016
- Crépuscule du tourment 2. Héritage, Grasset, 2017
- Marianne et le garçon noir, Pauvert, 2017

### Premios
- Prix Louis-Guilloux 2006[8]
- Prix du Premier Roman de Femme 2006 por  L'Intérieur de la nuit[8]
- Prix René-Fallet 2006[8]
- Prix Bernard-Palissy 2006.[9]
- Grand prix littéraire d'Afrique noire 2011 por toda su obra.[10]
- Prix Seligmann 2012 (L'Arche éditeur).
- Grand prix du roman métis 2013 por La Saison de l'ombre[11]
- Prix Femina 2013 por La Saison de l'ombre[12]